# Dartford
Dartford es una localidad ubicada en el condado de Kent, en la región del sudeste de Inglaterra. Según el censo de 2001, contaba con 85 911 habitantes.

## Galería

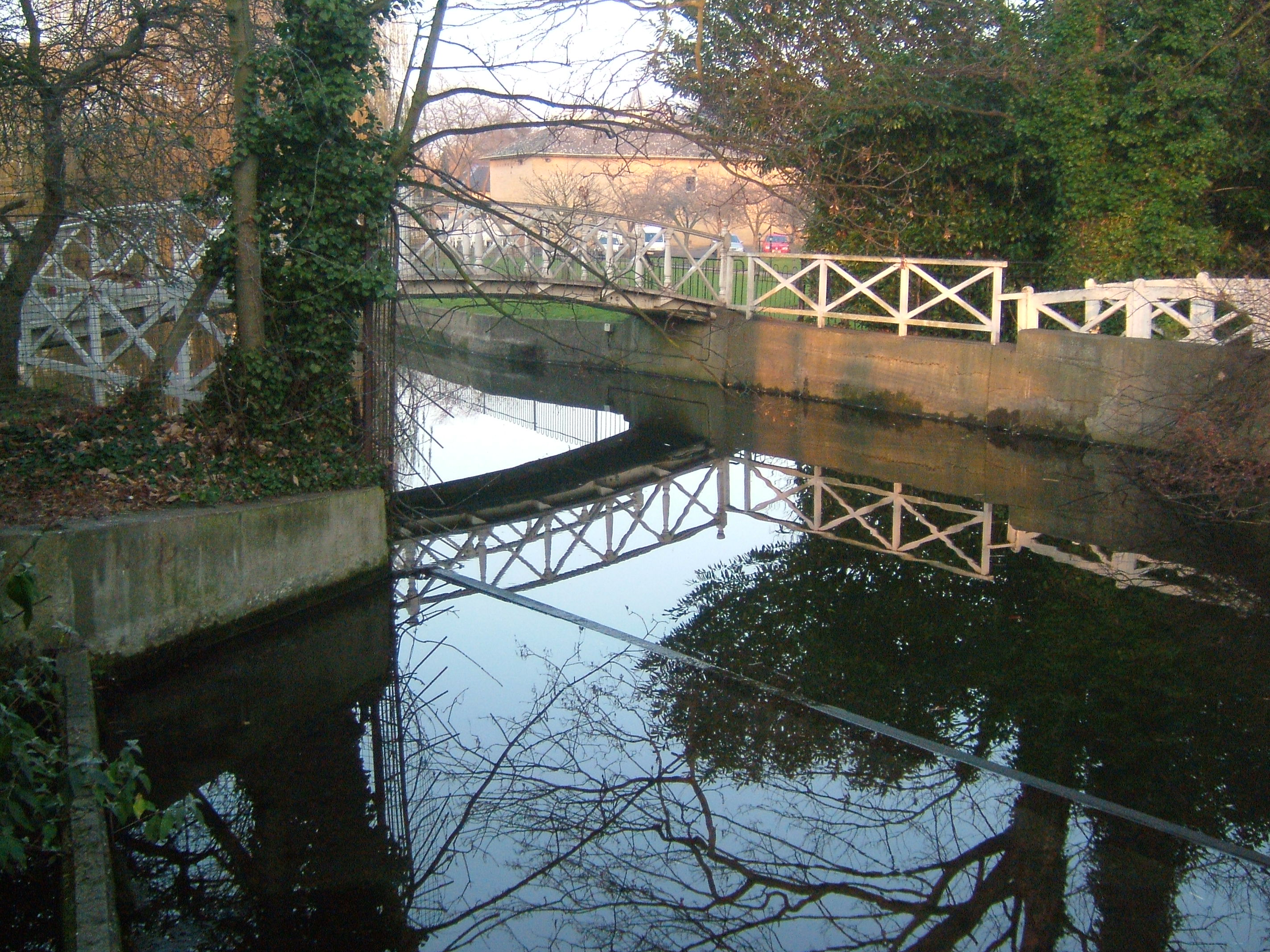
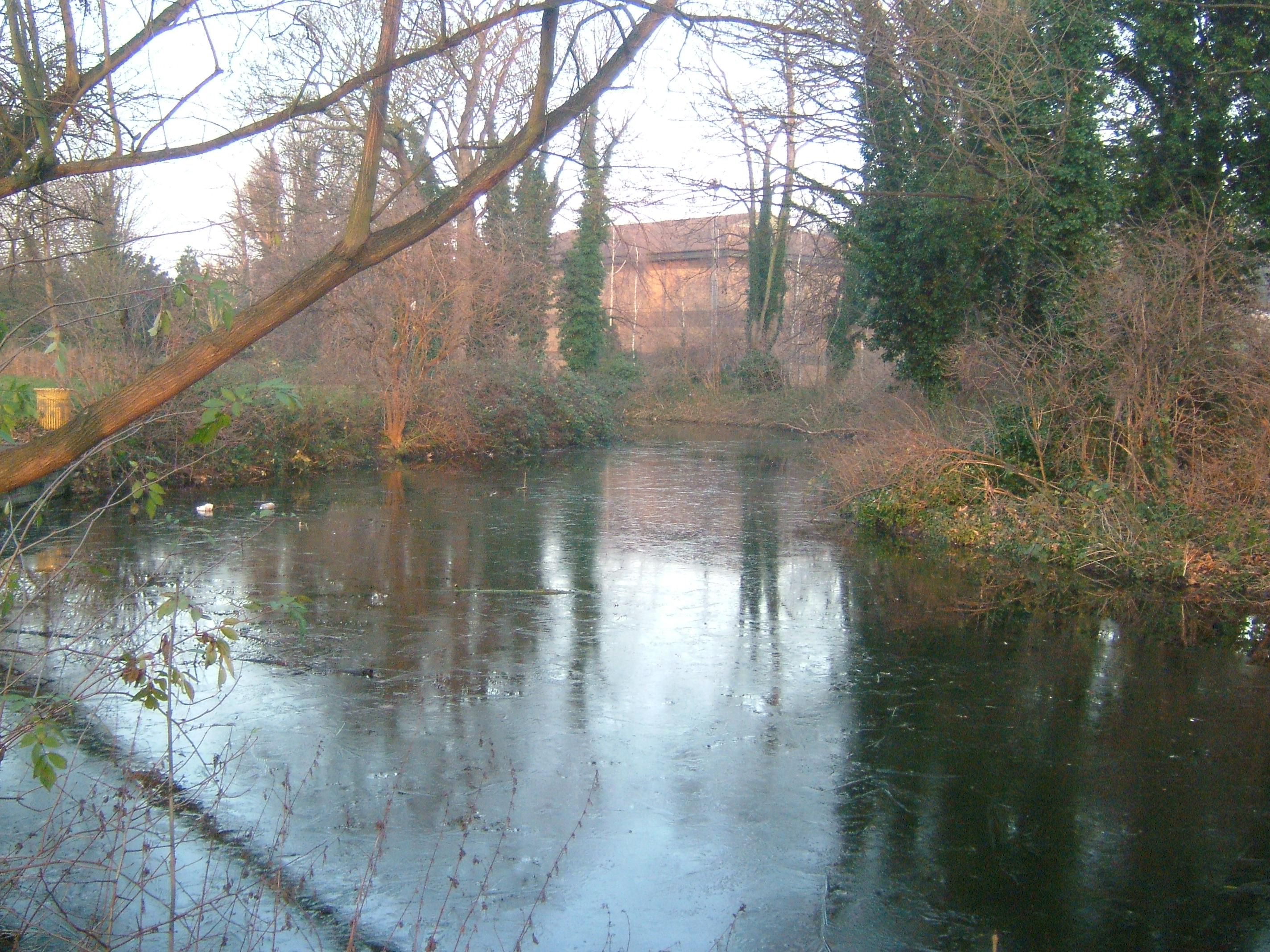
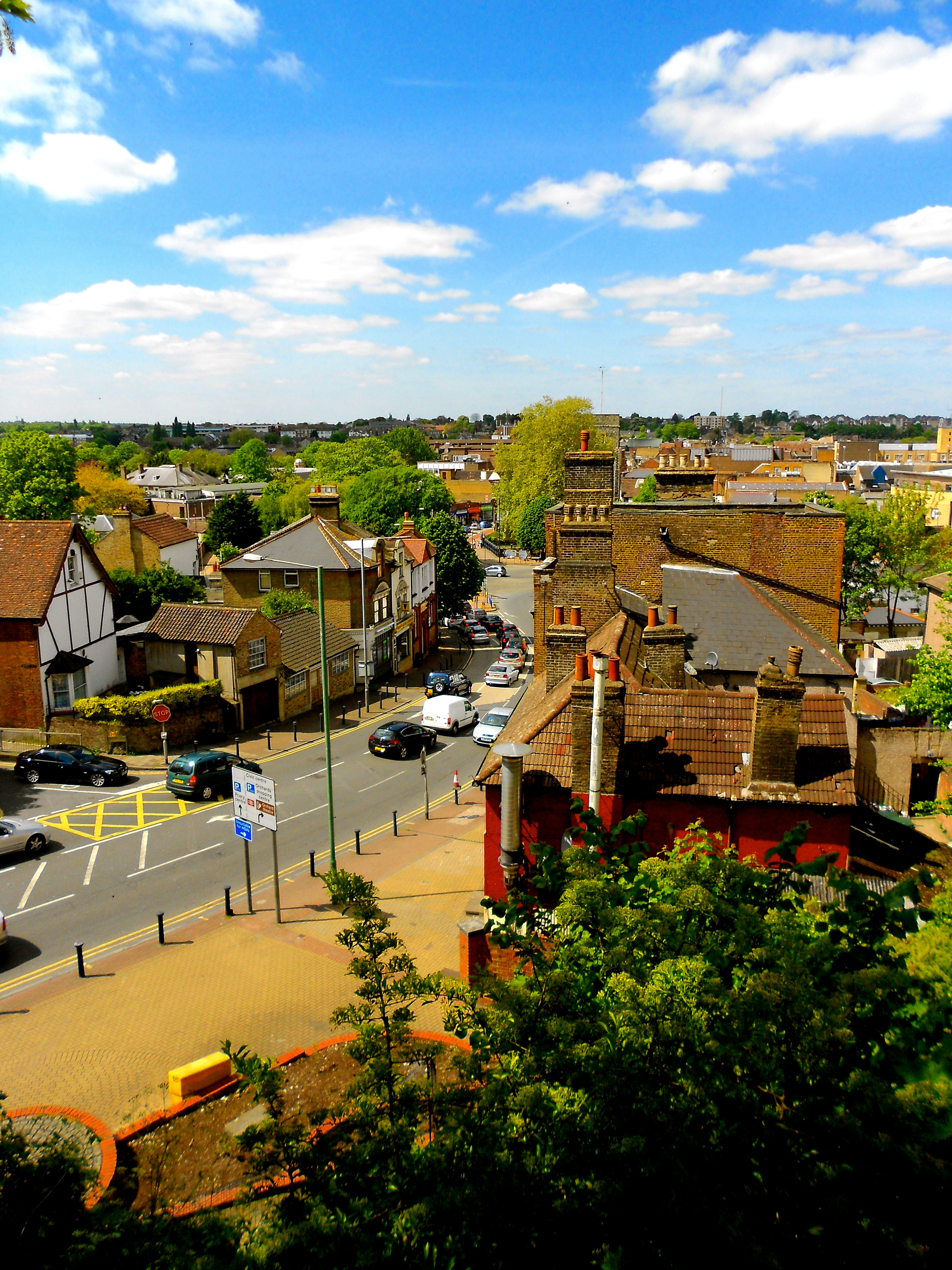
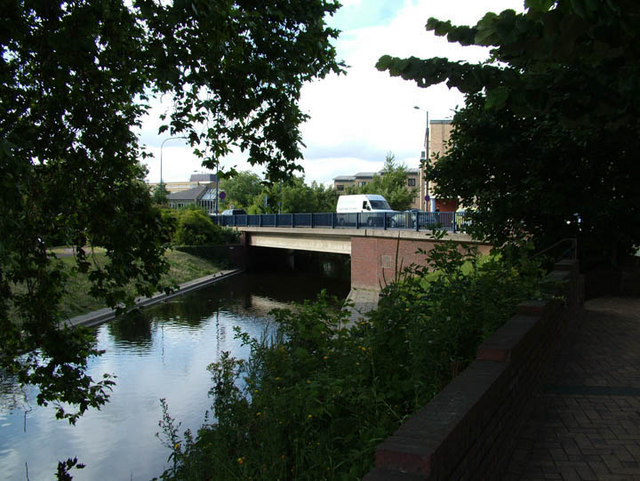

## Personajes ilustres
- Mick Jagger
- Keith Richards
- Dick Taylor